# Guardín
En náutica, el guardín (guardines) es el cabo de cáñamo o cuero, cable de alambre, cadena, o al formado por varillas de hierro y trozos de cadena que por sus extremos se afirma a la barra o caña del timón o al carrillo que la conduce o bien laborea por poleas firmes a estos, y mediante los cuales se guarne al tambor movido por la rueda a brazo, por motor de vapor o eléctrico.
Históricamente, los guardines de los botes eran de cabo de algodón o cáñamo y se maniobraban a mano. 
Tanto en los buques grandes como en los pequeños, los guardines se disponían para que tirando del de una banda el buque girara su proa hacia la misma banda. 
En los navíos antiguos se llamaba también guardín a un cabo con el que se mantenía abierta cada una de las portas de las baterías de artillería.